# Aristonous của Pella
Đối với những người khác cùng tên, xem Aristonous
Aristonous của Pella là một thành viên thuộc lực lượng somatophylakes (cận vệ) của Alexandros Đại đế. Cha của ông là một người tên là Peisaeos. Sau khi Alexandros qua đời, ông là một trong những người đầu tiên đề xuất việc giao phó quyền lực tối cao cho Perdiccas. Sau đó, ông đã đứng về phe của Olympias trong cuộc chiến tranh với Kassandros; và khi Olympias bị bắt làm tù binh vào năm 316 TCN, ông đã bị xử tử theo lệnh của Kassandros.
Aristonous được mô tả là người gốc Pella và Eordaea, điều này có nghĩa rằng ông là người Eordaea nhưng lại được nuôi dạy ở triều đình tại Pella. Theo Plutarch, một somatophylax tên là Aristophanes đã tước thanh gươm của Alexandros khi ông ta cãi nhau với Cleitos Đen, nhưng có vẻ như Plutarch đã nhầm lẫn người này với Aristonous.